# Strychnos polytrichantha
Strychnos polytrichantha är en tvåhjärtbladig växtart som beskrevs av Ernest Friedrich Gilg. Strychnos polytrichantha ingår i släktet Strychnos och familjen Loganiaceae. Inga underarter finns listade i Catalogue of Life.